# Municipio de Olinalá
El municipio de Olinalá es uno de los 85 municipios en que se encuentra dividido el estado mexicano de Guerrero. Se encuentra en su zona noreste en los límites con el estado de Puebla y su cabecera es la población de Olinalá.

## Geografía
El municipio de Olinalá se encuentra localizado en el noreste del estado, en la zona denominada como La Montaña de Guerrero y en el límite con el estado de Puebla. Olinalá tiene una extensión territorial de 709.186 kilómetros cuadrados y sus coordenadas extremas son 17°42′ - 18°4′ de latitud norte y 98°36′ - 98°59′ de longitud oeste. Su altitud fluctúa entre un mínimo de 600 y un máximo de 2200 metros sobre el nivel del mar.
Limita al noroeste con el municipio de Copalillo, al suroeste con el municipio de Ahuacuotzingo, al sureste y sur con el municipio de Cualác y al noreste con el municipio de Huamuxtitlán y el municipio de Xochihuehuetlán. Al norte limita con el estado de Puebla correspondiendo dichos límites al municipio de Ixcamilpa de Guerrero.

## Demografía
De acuerdo a los resultados del Censo de Población y Vivienda realizado en 2010 por el Instituto Nacional de Estadística y Geografía; la población total del municipio de Olinalá asciende a 24 723 habitantes, de los que 11 878 son hombres y 12 845 son mujeres.
La densidad de población asciende a un total de 34.86 personas por kilómetro cuadrado.

### Localidades
En el censo de 2020 el municipio de Olinalá contaba con 146 localidades.
| Código INEGI      | Localidad              | Población (2020) |
| ----------------- | ---------------------- | ---------------- |
| 120450001         | Olinalá                | 6 971            |
| 120450015         | Temalacatzingo         | 4 344            |
| 120450010         | San Antonio Coyahuacán | 1 847            |
| 120450024         | Zumpango               | 1 158            |
| 120450005         | La Libertad            | 1 045            |
| Otras localidades | Otras localidades      | 13 081           |
| Total municipal   | Total municipal        | 28 446           |

## Política
El municipio de Olinalá es uno de los municipios originales del estado de Guerrero, creado junto el mismo en el año de 1858.
El gobierno del municipio le corresponde a su ayuntamiento, conformado por el presidente municipal, un Síndico y un cabildo integrado por cinco regidores; tres electos por mayoría relativa y dos por el principio de representación proporcional. Todos son electos mediante sufragio universal, directo y secreto para un periodo de tres años reelegibles por un único periodo adicional.

### Representación legislativa
Para la elección de diputados locales al Congreso de Guerrero y de diputados federales a la Cámara de Diputados federal, el municipio de Olinalá se encuentra integrado en los siguientes distritos electorales:
Local:
- Distrito electoral local de 27 de Guerrero con cabecera en Tlapa de Comonfort.[6]

Federal:
- Distrito electoral federal 5 de Guerrero con cabecera en Tlapa de Comonfort.[7]

### Cronología de presidentes municipales de Olinalá
Lista de Presidentes de Olinalá entre (1947-2008)
| Presidente                       | Interino o constitucional | Periodo     |
| Sr. Francisco Patrón Rodríguez   | Constitucional            | 1947- 1948  |
| Sr. Ángel Patrón Rodríguez       | Interino                  | 1947- 1948  |
| Sr. Ramón Ponce Pantaleón        | Constitucional            | 1949- 1950  |
| Sr. Andrés Rendón Acevedo        | Constitucional            | 1951- 1952  |
| Srta. Tomasa Patrón Sánchez      | Constitucional            | 1953- 1954  |
| Sr. Damiano Helguera Estrada     | Constitucional            | 1955- 1956  |
| Sr. Victorico Sánchez Rendón     | Constitucional            | 1957- 1958  |
| Sr. Emilio Reyes Reyes           | Constitucional            | 1959- 1962  |
| C. Jesús Patrón Romano           | Interino                  | 1959 - 1962 |
| C. Luis Ponce Rodríguez          | Constitucional            | 1962 – 1965 |
| Sr. Eusebio Torres Apreza        | Interino                  | 1962 - 1965 |
| Sr. Eloy Mondragón Gutiérrez     | Constitucional            | 1965 – 1968 |
| Sr. Vicente Apreza Romano        | Constitucional            | 1968 – 1971 |
| Sr. Eustorgio Salgado Venegas    | Constitucional            | 1971 – 1974 |
| Dr. Miguel Rendón Pantaleón      | Constitucional            | 1974 – 1977 |
| Sr. Genaro Sánchez Rendón        | Constitucional            | 1977 – 1980 |
| Prof. Víctor Apreza Salgado      | Constitucional            | 1980 - 1983 |
| Dr. Armando Patrón Jiménez       | Constitucional            | 1983 – 1986 |
| Sr. Edilberto Jiménez Barrera    | Constitucional            | 1986 – 1989 |
| Ing. Juan Ponce Rodríguez        | Constitucional            | 1989 – 1993 |
| Ing. Manuel Sánchez Rosendo      | Constitucional            | 1993 - 1996 |
| Qbp. Rómulo Jiménez Jiménez      | Interino                  | 1993 - 1996 |
| Lic. Héctor Apreza Patrón        | Constitucional            | 1996 – 1999 |
| Ing. Leodegario Torres Patrón    | Interino                  | 1996 – 1999 |
| Ing. Manuel Sánchez Rosendo      | Constitucional            | 1999 – 2002 |
| Prof. Víctor Apreza Salgado      | Constitucional            | 2002 – 2005 |
| Prof. Héctor Romeo Torres Ortega | Constitucional            | 2005 – 2008 |